# Helveticosaurus
Helveticosaurus es un inusual género extinto de reptil diápsido. Sus fósiles se han hallado en el Monte San Giorgio, en Suiza, un área bien conocida por el rico registro fósil de vida marina que habitó allí en el Triásico Medio.

## Descripción y paleobiología

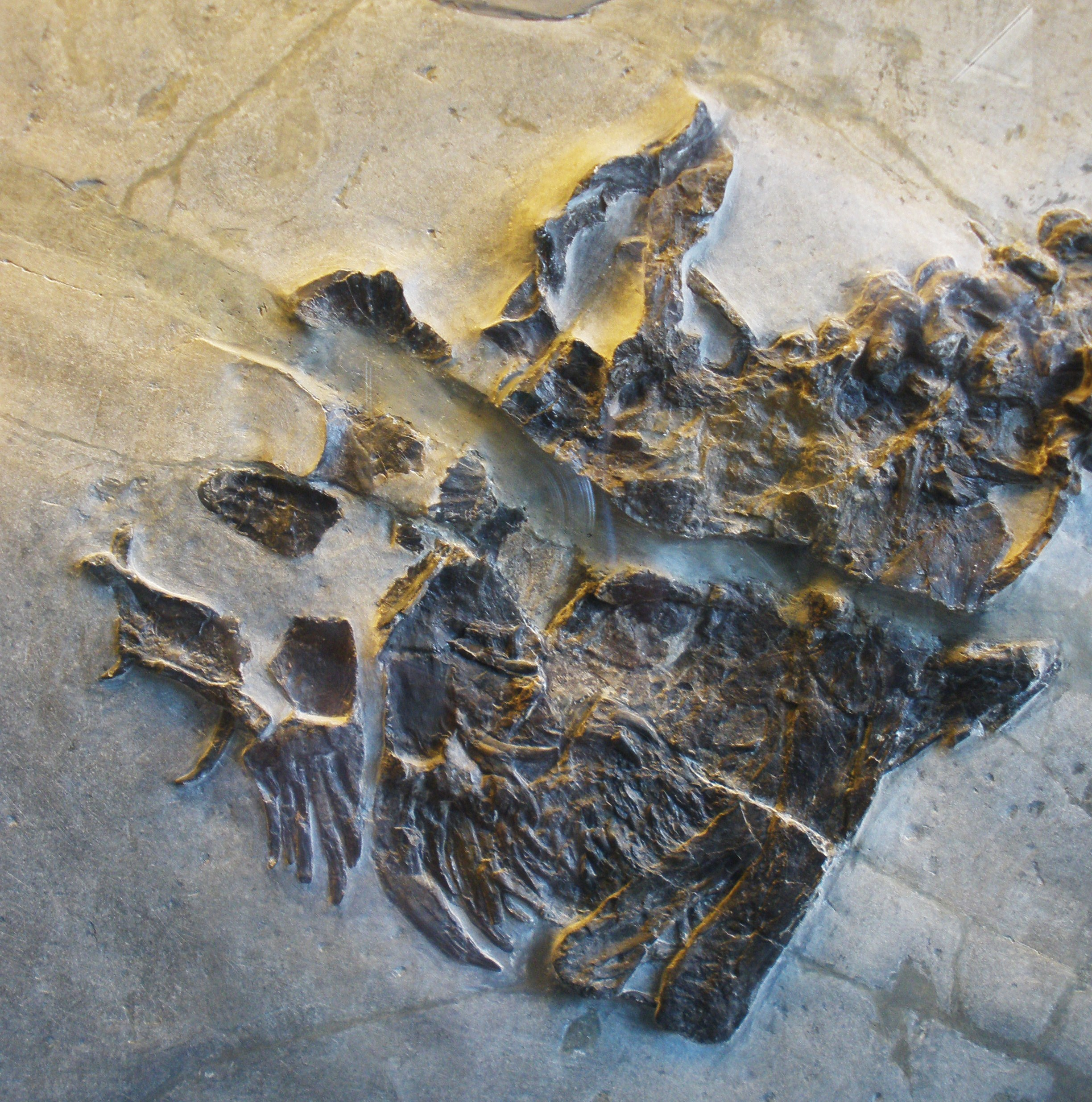
Acercamiento del cráneo fósil

Helveticosaurus medía cerca de 2 metros de largo desde el hocico hasta la cola. Posee muchas características que sugieren adaptaciones a la vida marina en el ambiente de mares someros que hubo en Europa por la época en que la mayor parte del continente fue parte del mar de Tetis. La larga cola flexible es parecida a la conocida en otros reptiles marinos extintos como los talatosaurios, y probablemente se propulsaba a través del agua usando ondulaciones laterales. Sin embargo, Helveticosaurus también poseía una robusta cintura escapular y miembros delanteros fuertes que estaban bien adaptados a remar como un método adicional de locomoción, como se ve en otros tetrápodos secundariamente acuáticos. Esta combinación de ondulación de la cola con la natación con sus extremidades es muy inusual en un reptil acuático. 
Los dientes caniniformes sugieren que Helveticosaurus era un depredador. A diferencia de muchos otros reptiles marinos que generalmente exhibían cráneos relativamente largos y angostos, la cabeza de Helveticosaurus era más bien robusta y en forma de caja. Se desconoce el propósito que este acortamiento del cráneo pudo haber tenido en la alimentación.

## Relación con otros saurópsidos
Tras ser denominado y descrito en 1955, Helveticosaurus fue clasificado como miembro del orden Placodontia, un grupo de reptiles marinos robustos y con cuerpos en forma de barril que vivían de manera similar a la de la actual iguana marina. Fue visto como un género basal del clado, como representante de una nueva superfamilia, Helveticosauroidea. Sin embargo resulta improbable que Helveticosaurus sea un placodonte. Solo las vértebras dorsales de Helveticosaurus, que son muy parecidas a las de los placodontes, sugieren afinidades con ese orden; sin embargo el género carece de las autapomorfias características de los sauropterigios, por lo que debió evolucionar de ancestros diferentes que se adaptaron al mar de manera independiente.    

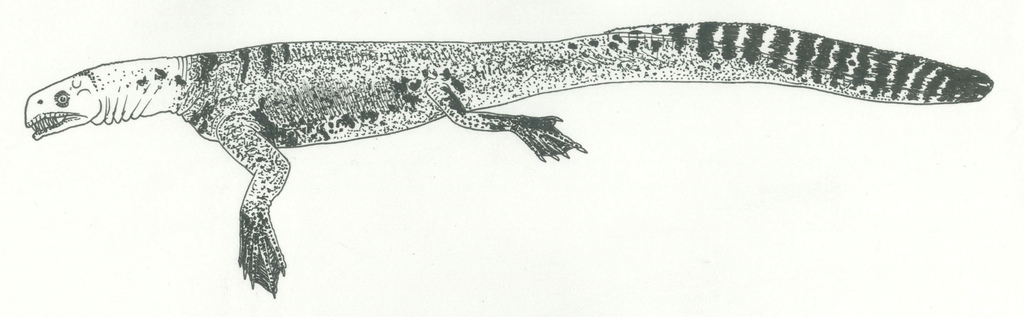
Recreación por Darren Naish.

Sus afinidades con otros reptiles diápsidos permanecen en la incertidumbre, ya que difiere mucho de los demás taxones conocidos y no parece tener parientes cercanos. Comparte algunos rasgos con los arcosauromorfos, y puede haber estado relacionado con este grupo, si no era miembro del mismo.

### Posibles parientes
Material pélvico del espécimen SVT 203, hallado en estratos del Triásico Inferior en Spitsbergen, parece compartir similitudes con los fósiles conocidos de la pelvis de Helveticosaurus. Sin embargo, esto solo es así si el elemento anterior de la pelvis en Helveticosaurus es interpretado como el pubis. El pubis de SVT 203 también se asemeja al de los placodontes, aunque el isquion difiere en carecer del estrechamiento. SVT 203 fue anteriormente referido al ictiosaurio Grippia longirostris, pero el pubis, fémur, los metatarsos y las falanges sugieren que no son de un ictiopterigios, por tanto hace que sea más probable que pertenezca a un taxón emparentado, e incluso posiblemente ancestro de Helveticosaurus, si bien se requiere de más material para tener una confirmación definitiva. El tamaño reducido del material de SVT 203 en relación con Helveticosaurus, junto con la compresión vista en ambos extremos del fémur, puede indicar que es una forma juvenil de la especie a la que pertenezca, pero la separación tanto temporal como geográfica de SVT 203 con Helveticosaurus hace que la comparación de tamaño como manera de determinar el grado de madurez sea innecesaria, ya que es posible que Helveticosaurus evolucionara de un ancestro que fuera de un tamaño corporal menor.